# Anyama
Anyama is een voorstad van de voormalige hoofdstad Abidjan van Ivoorkust. Het ligt zo'n 20 kilometer ten noorden van deze stad. In 2009 had Anyama 354.000 inwoners. Het ligt op 800 meter hoogte. De voetbalclub Rio Sport d'Anyama heeft zijn basis in deze stad.

## Geboren in Anyama
- 1983: Adolphe Tohoua, voetballer
- 1983: Arouna Koné, voetballer
- 1985: Bakary Soro, voetballer
- 1986: Benjamin Angoua Bory, voetballer
- 1987: Yao Kouassi Gervinho, voetballer

## Stedenband
- Pontault-Combault